# Лос-Асуфрес
Лос-Асуфрес — вулкан. Располагается на территории штата Мичоакан, Мексика.
Лос-Асуфрес — кальдера, высота окружающих гор достигает 3400 метров. Находится в 200 км к северо-западу от города Мехико. Диаметр кальдеры составляет 18x20 км. Образует вулканический центр с геотермальными источниками, который находится к северу от Мексиканской вулканической дуги. Первоначально образовалась кальдера, впоследствии образовались вулканические купола, состоящие из дацитов и риолитов. В период между 1,4 млн и 800 тыс. лет назад произошло 2 выброса магматической массы. Каждый период активной вулканической деятельности длился 200 тысяч лет. Первый выброс вулканической массы состоял преимущественно из соединений кремния, второй из базальта. После мощных вулканических извержений, которые произошли 600 тыс. лет назад, возникли современные вулканические купола. Анализ игнимбритов показал, что последняя вулканическая активность происходила в период 38-26 тыс. лет назад. В кальдере активные фумаролы.
В 1985 году в течение 2 месяцев наблюдалась сейсмическая активность и повышение радона в фумарольных источниках. Есть вероятность, что магма вулкана находится неглубоко и до сих пор в земной коре в данной районе происходит подземная вулканическая активность.
С 1982 года геотермальные источники используются для выработки энергии. За 20 лет работы было выработано 120 млн тонн пара. К 1998 году было пробурено 67 скважин, некоторые из них достигали 1-километровой глубины, из них — 33 скважины были использованы для выработки энергии.

## Видео
- Выброс паров в кальдере Лос-Асуфрес на YouTube